# ウラワザえもん
『ウラワザえもん』は、林正之が「林・F・正之」名義で執筆したギャグ漫画作品。『電撃少年』にて1994年から1996年まで連載された。『電撃少年』休刊後は『電撃SEGA・EX』および『電撃SEGA SATURN』に「ウラワザえもんS」（うらわざえもんえす）と改題して1996年-1998年まで、連載が継続された。

## 概要
『ドラえもん』のキャラクターを使用したパロディ短編漫画である。
当初は「ウラワザ情報局」と言う、ゲームの裏技を紹介するコーナーの付属漫画として、ドラえもんのパロディで裏技コーナーの紹介をしていた。連載が進むにつれてウラワザ情報局から内容が離れ、藤子不二雄作品全般のパロディに移行して行き、ウラワザえもんSでは、もはやドラえもんのキャラクターを使用する必然性がまったく見当たらないゲームのパロディや、ただの不条理ギャグなどに作品が変化した。林の作風が強く出てくるのも後期である。

## あらすじ
主人公のあび太がウラワザえもんに助けを求めるが、逆にウラワザえもんからひどい目にあわされる、もしくはウラワザえもんの暴走に巻き込まれる、と言うパターンが多い。後期になると、他の藤子不二雄作品のキャラクターのパロディとの絡みを描いたり、ゲームのパロディが多く見られ、パロディなしの不条理漫画の回もある。
一話完結型のため、一貫したストーリーはないが、下記に、特に代表的な巻のあらすじについて記述する。
スーパーロボット大戦に参戦の巻
「ウラワザえもんがロボット大戦に参戦しても、自爆ぐらいしか使えない」と、友達にバカにされたあび太。家に帰ったあび太を待っていたのは、自らエヴァンゲリオン風の武装改造を施して、ウランゲリモンと名乗るウラワザえもんだった。このデザインと火力なら参戦できると喜ぶあび太。ところが、部屋でねずみを発見したウランゲリモンは怒りと恐怖から暴走モードに入り、部屋と町を破壊し始める。
ウラQと合体の巻
合体ロボット「企業戦士セガバンダイ」が合体失敗して爆発する。」、と言うアニメを見終わったあび太が部屋に帰ると、部屋の隅でウラQとウラワザえもんが合体（絵を見る限りでは融合と称した方が適切）しているのを目撃する。融合してウラワザえもんの体と意識を乗っ取ったウラQは、そのまま空を飛んで町に行き、女学生と融合してプレイステーションの美少女ゲーム名を叫んだり、アリオ（マリオのパロディ）と融合して、あび太に「わかってやってるのか？限界をためしているのか？」と突っ込まれる。最後はSTARSに、いろいろな意味で危険な生物として射殺される。
ほんにゃくこんにゃくの巻
引っ越してきた外人の女の子とアイアンが仲良くなれるように、ウラワザえもんに道具を貰おうと家に帰ってきたあび太。部屋に入ると、きぐるみの下半身をお尻までずらしてあぐらをかいて座っている、ウラワザえもんの中の人の後ろ姿を目撃する。ウラワザえもんの中の人は、ドアが開いた音に「ビクッ」と反応して、あわててずらしていた下半身を持ち上げる。ウラワザえもんの横にはティッシュの箱と「縦に切れ目の入っているコンニャク」が置いてあり、あび太はこれを翻訳コンニャクだと思い込んで、女の子の所に持って行くが何も起こらない。あび太がウラワザえもんにどうするのか尋ねると、ウラワザえもんはコンニャクを無理やり女の子の口の中に押し込み、苦しそうに咳き込む姿を見てなぜか興奮状態になる。アイアンはウラワザえもんが興奮したので、これで女の子と仲良くなれると勘違いして喜ぶ。
暗鬼パンの巻
テストで悪い点数を取ったあび太は、明日のテストで良い点数の取れるようになる道具を出してくれと、ウラワザえもんにお願いする。ウラワザえもんはポケットから暗鬼パンを取り出すが、そのパンを自分のよだれでべちゃべちゃにして、嫌がるあび太の口に押し込む。ウラワザえもんのよだれの味を暗記して苦しむあび太。ウラワザえもんは続けて自分の足の裏の匂いや、ゴキブリを叩き潰して味を転写した暗鬼パンをあび太に食べさせ、あび太は放心状態となる。最後にはパンに転写するプロセスは飛ばして直接、便所のスリッパ等を口の中に押し込まれたあび太は、食あたりで次の日のテストを休む。
皆殺しの巻
ガンシューティングゲームの得意なあび太が、「世が世なら僕は名ガンマンで歴史に名が残っただろう」とみんなに自慢したところ、アイアンから「ならば美少女ゲームの得意な俺は女の子にモテモテのはずだ」と詰め寄られる。あび太がウラワザえもんに助けを求めると、ウラワザえもんはポケットから拳銃を取りだしてアイアンを射殺する。アイアンの死体を抱きかかえて抗議するあび太や、唖然としているジュネ夫も続けて射殺したウラワザえもんは、駆けつけた警官隊と銃撃戦を繰り広げて、史上まれに見る凶悪犯罪者として歴史に名が残る。
人体のウラワザの巻
学校の帰りがけにあび太は、スズカちゃんから新しいウラワザを覚えた（実はＳＭプレイの裏技）ので後で遊ぼうと誘われるが、それに気づいたアイアン達に家の前で待ち伏せされる。なんとか捕まらずにスズカちゃんの家に行けないかと考えるあび太に、ウラワザえもんがタケコプター（「ゆうけこぷたー」とルビあり）を見せる。さっそくくっつけてくれと頭を出して頼むあび太。ウラワザえもんはあび太の頭に、先の尖っている（吸盤が付いていない）それをグサッと突き刺し、あび太の顔は傷口から流れ落ちる血で染まる。助けを求めるあび太にウラワザえもんはタイムフロシキ（ゆういむふろしき）を取り出し、時間は戻さずに、ふろしきであび太の首をギリギリ絞める。白目をむいたあび太の横に「人体のウラワザ・傷口より心臓に近いところをきつく縛ると出血が止まる」と説明文が入る。
マリーのアトリエの巻
錬金術師であるマリーのアトリエに、麻原彰晃似の男がたずねてきて「かなり毒性の強いガス」の合成を注文する。依頼を受けるか悩むマリー。そこにウラワザえもんが登場し、男をタコ殴りにする。マリーは殴られた時に出た擬音「ガス！ガス！」を集めて男と一緒に外に放り出す（イベント終了）。次のお客のウラワザえもんが注文した内容は「めすどれい」。意味がわからず、適当なカードでホムルンクスを合成するマリーだが、失敗してウラＱを作ってしまう。ウラＱを渡そうとしたマリーはウラワザえもんの怒りを買い、彼の出したカード「マリー+1」「首かせ+1」の合成でウラワザえもんの人間椅子にされる。
せつなさ炸裂の巻
あび太のお母さんは、会社から帰ってきたおとうさんの背広ポケットからセンチメンタルグラフティのソフトを発見。、「恋愛ゲームで若い女と浮気していたのね」、お母さんのせつなさ炸裂画面が表示され、お母さんは実家に帰ってしまう。なんとかしてくれとあび太に頼まれたウラワザえもんは、ポケットからエプロンを取り出して自分で装着し、不気味な笑顔を作る。「①エプロンが似合うよ、②君が本当のママだ、③やめてよ気持ち悪い」の三択コマンドが出現し、あび太は③を選択。ウラワザえもんのせつなさ炸裂画面が表示され、あび太は逆ギレされたウラワザえもんにエプロンで首をしめられる。

## 登場人物
あび太（のび太のパロディ。以後、この箇所にはパロディ元のキャラクターを記載する。）
眼鏡をかけた、痩せ型で少し内気な普通の男の子。いつも困ったことがあるとウラワザえもんに助けを求めるが、最後はひどい目にあわされる。ガンシューティングゲームが得意。
ウラワザえもん（ドラえもん）
他の登場人物よりひとまわり大きく描かれていて（身長1.8m程度）、胸の鈴がゲームコントローラーに、四次元ポケットがゲーム機のゲーム媒体を挿入する口の形に変更されている。顔は太った猫をモチーフとしているようで、特に鼻と周辺がリアルに描かれている。言葉をまったく話さないが、興奮すると鼻息を荒くして「シャーッ」と鳴く。性格は凶暴かつ繊細であり、自分の欲望に忠実である。あび太に助けを求められてはポケットから道具を取り出すが、あび太に嫌がらせをする道具だったり、本来と違う使い方をしてあび太をいじめたり、まったく関係ない物だったりする（この場合はストーリー自体が脱線して行く）。のちに、「人間更生法適用会社メディアワースト」にて「ドアいぼん」と言うキャラクターで再登場するが、登場人物からハード的にもソフト的にも壊れていると論評された。みたらしだんごが大好物。中に人が入っている。
ジュネ夫（スネ夫）
あび太の友達。美少年でナルシスト。いつも手に一輪の花を持っている（口にくわえたりもする）。あび太をバカにした言動が多い。親は警察に追われるような仕事をしているが、金持ちであり、よく海外旅行にいったり有名人と懇意だったりする。
アイアン（ジャイアン）
あび太の友達。筋肉質で多少肥満の傾向がある。なにかと暴力的な行動をとる。主に最初のページに登場して、あび太をバカにしたり、無理難題を押し付ける。何かにつけ「きさまに××死を与える！」と言う台詞を吐く。美少女シミュレーションゲームが得意である。
すずかちゃん（しずかちゃん）
あび太の友達。目つきが鋭く、悪戯っぽい雰囲気を持つ女の子。季節や場所に関係なく、とにかく脱ぎたがる。下着の脱がしっこ、ＳＭプレイ等のエッチな遊びが大好き。後半、お下劣キャラとして出番が減ったと言って別の漫画に移籍しようとした。
ウラミちゃん（ドラミちゃん）
顔と手はネコに近いが、それを除くと普通の女の子として描かれている。最初は普通の服を着ていたが，後半（ウラワザえもんＳ）では常にメイド服を着用し、顔が人間に近くなった。首にはウラワザえもんと同じくゲームコントローラーをぶら下げている。ウラワザえもんをお兄ちゃんと呼び、台詞の解説をしたり、ウラワザえもんのメンテナンスや悪事の手伝いをする。
ウラQ（オバケのQ太郎）
ウラワザえもんに「頂上決戦」を挑みにやって来た。顔は中年のおじさん。会話をしていると話題が飛ぶ。ウラワザえもんと合体したり、登場回数は多い。
エスパーマ三（エスパー魔美）
「えすぱーまさん」と読む。きつめの性格の女の子で本人はエスパーを自任しているが、作品中で実際に超能力を使用した形跡はない。相棒の安畑がエッチな妄想をしていると決め付けて、テレキネシスで折檻しようとした。
岸部シロー
俳優の岸部シローがモデルだが、名前以外は全くの創作である。何かと言えば他のキャラクターにバカにされたり、失礼な扱いを受けている。

## その他
- 最終回は、「都市伝説」にある「ドラえもんは、植物人間となったのび太の見ていた夢だった[7]」と言う噂のパロディとなっている。
- 聖域[8]」を意識していないような過激なパロディが多く、当時は漫画のネタに使用することに自粛の風潮が強かったオウム真理教ネタも扱っている。
- 表現的な理由から単行本化が難しいと言われている。
- 林が自由勝手に描き出した後半に名作が集中しており、通常、ファンが「ウラワザえもん」と語っていても、実は「ウラワザえもんS」を指していることが多い。